# Como Le Gusta a Tu Cuerpo
Como Le Gusta a Tu Cuerpo ,este un cântec interpretat de columbianul Carlos Vives și brazilianul Michel Teló.Cântecul este compus de Carlos Vives și Andres Castro.

## Performanțe muzicale
| Țară (2013)                | Poziție |
| -------------------------- | ------- |
| Columbia — National Report | 1       |
| Mexic — Monitor Latino     | 16      |
| Venezuela — Record Report  | 1       |

## Istoria lansărilor
| Țară                       | Dată             | Format             | Distribuitor             |
| -------------------------- | ---------------- | ------------------ | ------------------------ |
| Brazilia                   | 21 ianuarie 2013 | "Download" digital | Sony Music Entertainment |
| Columbia                   | 21 ianuarie 2013 | "Download" digital | Sony Music Entertainment |
| Mexic                      | 21 ianuarie 2013 | "Download" digital | Sony Music Entertainment |
| Statele Unite ale Americii | 21 ianuarie 2013 | "Download" digital | Sony Music Entertainment |